# Seydlitz (1939)
«Зе́йдлиц» — четвёртый тяжёлый крейсер типа «Адмирал Хиппер», планировавшийся к принятию на вооружение Кригсмарине. После того, как корабль не был достроен в качестве крейсера, проходил переоборудование в авианосец по проекту «Везер-Г». Переоборудование завершено не было, корпус корабля был взорван 29 января 1945 в гавани Кёнигсберга.

## История создания и особенности конструкции
В июне 1936 года произошло утверждение начала постройки двух дополнительных больших крейсеров, аналогичных первым трём единицам типа «Адмирал Хиппер», но вооружённых 12 150-мм орудиями. Это был политический шаг, призванный продемонстрировать стремление Германии к нахождению в рамках правового поля международных морских договоров. В июле последовал заказ как на сами корабли, так и на башни и орудия к ним. Конструкция оснований башен ГК были спроектированы согласно специальному требованию с диаметром, аналогичным таковому для 203-мм артустановок первых трёх кораблей типа «Хиппер». Это делалось для того, чтобы при необходимости провести быстрое перевооружение на 203-мм орудия. Но уже в 1937 году крейсера, получившие литерные обозначения «К» и «L», было решено строить в качестве тяжёлых, изначально с 203-мм артиллерией.

## Строительство
Крейсер, первоначально получивший литерное обозначение «К», был заложен 29 декабря 1936 года на верфи DeSchiMAG в Бремене. 19 января 1939 года корабль сошёл на воду и получил своё имя в честь знаменитого прусского кавалерийского генерала, участника Семилетней войны и одного из полководцев Фридриха Великого Фридриха Вильгельма фон Зейдлица.
После начала Второй Мировой войны достройка крейсера замедлилась. Вместе с «Лютцовым», последним кораблём типа «Хиппер», «Зейдлиц» даже предполагался к продаже Советскому Союзу. Только в ноябре 1939 года Гитлер окончательно запретил продажу и работы возобновились. К маю 1942 года крейсер получил артиллерию ГК, все надстройки; оставалось установить только зенитное вооружение, авиаоборудование (катапульту, ангар и краны), а также мачты и приборы. Но к этому времени Гитлер окончательно разочаровался в крупных надводных кораблях и работы на практически готовом корабле полностью прекратились в июне того же года.

## Проект переоборудования в авианосец
Операции рейдерских групп в открытом океане подвергались большой опасности без должного воздушного прикрытия. Немецкие конструкторы пытались разрешить эту проблему, наряду с достройкой авианосца «Граф Цеппелин», путём переоборудования в авианосцы подходящих корпусов. Неясно, почему в качестве подходящего был выбран корпус «Зейдлица», так как корабль был почти закончен постройкой в качестве тяжёлого крейсера и для переоборудования в авианосец требовался весьма обширный объём работ.
Предстояло практически полностью убрать надстройки и артиллерию и изменить конструкцию корпуса выше броневого пояса. Корабль должен был получить 5 спаренных 105-мм зениток, четыре спаренных 37-мм орудия и пять 20-мм «фирлингов». Предполагалось, что ангар будет вмещать 18 самолётов (морской вариант истребителя «Ме-109» или пикирующего бомбардировщика «Ju-87»).
Проект получил название «Везер-Г». Переоборудование велось неспешными темпами. С осени 1942 года по весну 1943-го сняли башни и большинство надстроек. Предстояло также сместить массивную дымовую трубу к правому борту. Однако усиливающиеся авианалёты союзников заставили в конце 1943 года принять решение о переводе недостроенного корпуса из Бремена в Кёнигсберг. Из-за недостатка буксировочных средств операцию пришлось отложить до марта 1944-го. Операция, получившая обозначение «Рейтер», началась 30 марта. Три буксира привели «Зейдлиц» в Киль. 2 апреля при помощи ледокола «Поллукс» он наконец был переведён в Кёнигсберг.
Из-за недостаточного количества инженерного и технического персонала, а также из-за общего тяжёлого военного положения Германии в Кёнигсберге практически не проводилось никаких работ по завершению проекта. В декабре 1944 «Зейдлиц» был превращён в плавучий склад. Советские войска приближались к Кёнигсбергу, и немцы 29 января 1945 года взорвали корабль, после чего он затонул в гавани города. В 1946 году в ходе очистки бухты корпус «Зейдлица» был поднят аварийно-спасательной службой Юго-Балтийского флота и отбуксирован в Ленинград. 10 марта 1947 года его даже зачислили в состав ВМФ СССР, но уже 9 апреля исключили из списков и впоследствии разобрали на металл.